# Donato Giancola
Pour les articles homonymes, voir Donato.
Donato Giancola, né en 1967 à Colchester, dans le Vermont, est un artiste américain spécialisé dans le récit réaliste avec des contenus de science-fiction et de fantasy, notamment des illustrations pour la Terre du Milieu de Tolkien.
Giancola a été récompensé pour ses illustrations par de nombreux prix, comme un prix World Fantasy, un prix Hamilton King et de nombreux prix Chesley.

## Biographie
Donato Giancola est né et a grandi à Colchester, près de Burlington, dans l'État du Vermont. Il se spécialise d'abord dans le génie électrique à l'université du Vermont, mais il finit par partir étudier l'art à l'université de Syracuse pour se consacrer sérieusement à la peinture en 1989. Il obtient une Bachelor of Fine Arts en 1992,.
En 1992, dès la fin de ses études, il part s'installer à New York. Les premiers mois sont difficiles, vivant en colocation, dessinant des échantillons et cherchant à se faire connaître. Il travaille un temps comme assistant du peintre Vincent Desiderio (en). En 1993, il réussit finalement à obtenir une première commande : illustrer la couverture de trois romans. Les trois romans, œuvres de science fiction et d'aventures fantastiques, sont La Machine à explorer le temps d'H. G. Wells, Un Yankee à la cour du roi Arthur de Mark Twain, et Voyage au centre de la Terre de Jules Verne. Sa carrière professionnelle d'artiste indépendant démarre. Dans le domaine de l'illustration pour couverture, il travaille pour divers éditeurs et magazines comme Amazing Stories, Asimov's Science Fiction, Dragon Magazine, National Geographic, Playboy et The Village Voice pour lesquels il réalisera plus de 200 couvertures.
En 1995, il découvre le jeu Magic : L'Assemblée et son éditeur Wizards of the Coast lors d'une convention de comics. Six mois après celle-ci, il se présente chez l'éditeur avec un portfolio. Il en sort avec une commande de quatre illustrations pour l'extension Mirage et continue depuis à illustrer les cartes à collectionner du jeu. Il est décrit comme un « héros culte » parmi les joueurs du jeu de cartes. En 2008, le Bennington Banner, journal de Bennington, le qualifie d'« artiste de science-fiction/fantasy sans doute le plus populaire et le plus réussi travaillant aujourd'hui ». Ses peintures du monde fantastique de J. R. R. Tolkien sont décrites comme faisant de lui « le Caravage de la Terre du Milieu ». Grand admirateur des récits de Tolkien, l'artiste a réalisé plus de 200 illustrations sur la Terre du Milieu. Les deux artbooks Middle-Earth: Visions of a Modern Myth (2010) et Middle-Earth: Journeys in Myth and Legend (2019) regroupent celles-ci.
Giancola se décrit lui-même et son travail comme un « réaliste abstrait classique travaillant avec la science-fiction et la fantasy » et cite Hans Memling, Jan van Eyck, Velázquez, Le Caravage, Vermeer, Piet Mondrian, Rembrandt, Rubens et Titien comme ses artistes préférés. Il travaille avec divers matériaux mais réalise avant tout ses œuvres à la peinture à l'huile et aux pinceaux.
En 2021, le service postal américain annonce qu'un timbre de « trois onces » en l'honneur d'Ursula K. Le Guin sera émis dans le courant de l'année. Le timbre représente le portrait de la romancière, d'après une photographie de 2006, sur fond d'une scène de La Main gauche de la nuit, créé par Giancola et le directeur artistique Antonio Alcalá.
En plus de travailler comme artiste indépendant, il donne des cours d'art à la School of Visual Arts à Manhattan.

### Vie privée
Il vit à Brooklyn avec sa femme et ses deux filles.

## Récompenses
- 1997 : Prix Chesley de la meilleure illustration de couverture, livre de poche ou électronique, gagné à trois reprises (1997, 2002, 2008)[10]
- 1999 : Prix Chesley de la meilleure illustration de produit, gagné à quatre reprises (1999, 2001, 2015, 2017)[10]
- 2002 : Prix Chesley de la réalisation artistique de toute une vie[10]
- 2002 : Prix Chesley de la meilleure illustration de couverture, livre à couverture rigide, gagné à cinq reprises (2002, 2004, 2005, 2008, 2009)[10]
- 2004 : Prix World Fantasy du meilleur artiste[11]
- 2006 : Prix Chesley de la meilleure illustration de magazine[10]
- 2006 : Prix Hugo du meilleur artiste professionnel, gagné à trois reprises (2006, 2007, 2009)[12]
- 2008 : Prix Hamilton King[13]
- 2008 : ARC Living Master pour son tableau The Golden Rose[14]
- 2009 : Prix Chesley de la meilleure illustration intérieure, gagné à deux reprises (2009, 2011)[10]

## Publications
- (en) Visit My Alien Worlds, Ipicturebooks.Com, 2002, 32 p.Écrit avec Marc Gave.
- (en) Middle-Earth: Visions of a Modern Myth, Underwood Books, 2010, 88 p.
- Terre du Milieu - Sur les traces d'un mythe, Urban Comics, 2014 ((en) Middle-Earth: Journeys in Myth and Legend), 144 p.  (ISBN 978-2365775779)